# (21417) Kelleyharris
(21417) Kelleyharris (1998 FF71) – planetoida z grupy pasa głównego asteroid okrążająca Słońce w ciągu 3,36 lat w średniej odległości 2,24 j.a. Odkryta 20 marca 1998 roku.